# Vierkirchenweg

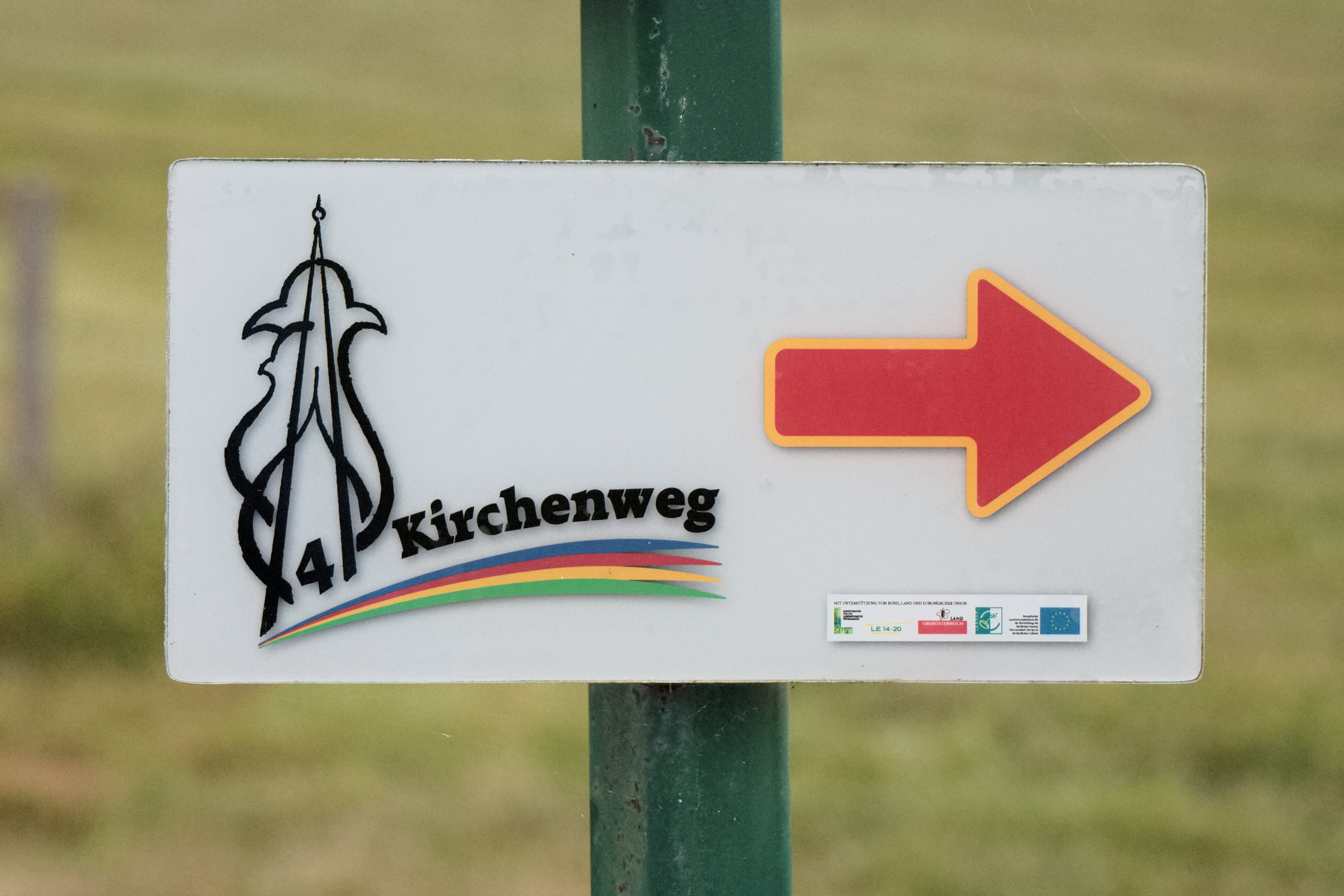
Wegweiser des Vierkirchenwegs

Der Vierkirchenweg (in der Schreibung auch Vier-Kirchen-Weg oder 4-Kirchen-Weg) ist ein knapp 20 km langer Themenwanderweg in der oberösterreichischen Gemeinde Feldkirchen bei Mattighofen im Oberen Innviertel (Bezirk Braunau am Inn). Der 2017 für den sanften Tourismus in der Fremdenverkehrsregion Seelentium eingerichtete Weg verbindet die vier im Gemeindegebiet befindlichen Kirchen. 

## Verlauf und Konzeption
Der Vierkirchenweg ist ein ausschließlich in Feldkirchen bei Mattighofen befindlicher Rundweg und folgt dem nord-südlich gestreckten Gemeindegebiet. Als angenommener Start- und Endpunkt gilt die Pfarrkirche der Gemeinde. Der Weg verläuft auf asphaltierten Straßen sowie auf Schotter-, Feld- und Waldwegen durch die sanft hügelige Landschaft des Alpenvorlands und weist – abgesehen von der Länge zwischen 19 und 20 km – keine sportlichen Voraussetzungen zum Begehen auf (Höhenunterschied maximal um die hundert Meter). Die Wegbeschaffenheit erlaubt auch das Befahren mit Fahrrädern, in den Waldstücken sind Mountainbikes von Vorteil. Der Weg ist mit charakteristischen Wegweisern markiert. Bei Begehen im Uhrzeigersinn führt der Weg nach knapp zwei Drittel der Strecke nahe dem Ausgangspunkt vorbei, sodass auch kürzere Varianten (ein Südschleife und eine kürzere Nordschleife) in Angriff genommen werden können.
Die Route wurde so gewählt, dass auf bereits bestehenden Wegen neben den vier Kirchen im Gemeindegebiet auch einige religiöse Kleindenkmäler passiert werden. Zusätzlich wurden in der Nähe der Kirchen Rastplätze eingerichtet (in der Bewerbung als Kraftplätze bezeichnet), die dem jeweiligen Kirchenpatron gewidmet und nach diesen benannt sind. Ausgestattet wurden die Plätze mit modernen Bronzeskulpturen des Feldkirchener Künstlers Peter Semperboni, die zu den betreffenden Heiligen gestaltet worden sind.
Initiiert wurde das Projekt vom Dorfentwicklungsverein Feldkirchen. Die Kosten von rund 150.000 Euro wurden zu 60 % aus EU-Fördermitteln zur Stärkung des ländlichen Raums (LEADER) aufgebracht, der Rest kam von Sponsoren und Privatpersonen. Eröffnet wurde der Weg Ende Mai 2017.

## Stationen
Beginnend bei der Pfarrkirche existieren am Weg folgende Kirchen und Denkmale im Uhrzeigersinn:
| Station                                               | Typ                 | Ort                             | Patron oder sonst in Zusammenhang stehende Person | Bild |
| ----------------------------------------------------- | ------------------- | ------------------------------- | ------------------------------------------------- | ---- |
| Pfarrkirche Feldkirchen                               | Kirche              | Feldkirchen bei Mattighofen     | Heiliger Andreas                                  |      |
| Maria Gstaig, Marienplatz                             | Ruheplatz           | bei Renzlhausen                 | Heilige Maria                                     |      |
| Filialkirche Gstaig                                   | Kirche              | Gstaig                          | Heilige Maria                                     |      |
| Johannes-Platz Ehemalige Taufkirche Johannes im Walde | Ruheplatz, Wegkreuz | bei Burgkirchen                 | Johannes der Täufer                               |      |
| Binderkreuz, Trapp-Kreuz                              | Wegkreuz, Denkmal   | bei Haiderthal                  | Trapp-Familie, Franz Wasner                       |      |
| Hochröd, Stephanusplatz                               | Ruheplatz           | bei Haiderthal und Willersdorf  | Heiliger Stefan                                   |      |
| Filialkirche Vormoos                                  | Kirche              | Vormoos                         | Heiliger Stefan                                   |      |
| Bartholomäus-Platz                                    | Ruheplatz           | Aschau                          | Heiliger Bartholomäus                             |      |
| Filialkirche Aschau                                   | Kirche              | Aschau                          | Heiliger Bartholomäus                             |      |
| Friedenskreuz                                         | Wegkreuz            | bei Ottenhausen und Innerpirach |                                                   |      |
| Vier-Kirchen-Blick, Andreasplatz                      | Ruheplatz           | bei Kampern und Feldkirchen     | Heiliger Andreas                                  |      |